# Čolnišče
Čolnišče je naselje v Občini Zagorje ob Savi.